# Чонтальська мова
Чонтальська мова, також відома як йоко очоко чи акаланська — одна з маянських мов, відноситься до чольсько-цельтальської групи (Ch'olan). Поширена у мексиканському штаті Табаско.
Кількість носіїв — близько 43 850 (на 2000 рік). Назва чонталь має ацтекське походження і означає «іноземний». Самі чонтальці називають свою мову yokot t'an , що можна перекласти як «істина мова».